# Eunidia angolana
Eunidia angolana är en skalbaggsart som beskrevs av Pierre Lepesme 1953. Eunidia angolana ingår i släktet Eunidia och familjen långhorningar.
Artens utbredningsområde är Angola. Inga underarter finns listade i Catalogue of Life.